# George Frederick Anderson
George Frederick Anderson  (* 14. Dezember 1793 in London; † 14. Dezember 1876) war ein englischer Geiger, der von 1848 bis 1870 den Titel Master of the Queen’s Music trug.

## Leben und Werk
Über die musikalische Ausbildung von George Frederick Anderson ist wenig bekannt. Im April 1815 wurde er als Geiger und Pianist Mitglied der Royal Society of Musicians, als deren Ehren-Schatzmeister er von 1849 bis zu seinem Tod 1876 fungierte. Bereits ab 1840 war er in gleicher Funktion für die Royal Philharmonic Society tätig und zudem ab 1845 einer ihrer Direktoren. 1820 ehelichte Anderson Lucy Philpot (1797–1878), spätere Pianistin von Queen Victoria, Lehrerin deren Kinder und zudem erfolgreiche Konzertpianistin. In Nachfolge von Franz Cramer wurde Anderson 1844 Leiter der Königlichen Musikkapelle und Träger des Amts bzw. Ehrentitels Master of the Queen’s Music.
1854 entsandte die Philharmonic Society Anderson nach Zürich, um Richard Wagner als Dirigenten zu gewinnen, was allerdings nur für die Saison 1855 gelang. 1870 trat Anderson als Leiter der Königlichen Musikkapelle zurück und legte zudem das Amt des Master of the Queen’s Music wieder ab, das anschließend seinem Neffen William George Cusins übertragen wurde.
Über Kompositionen Andersons ist nichts bekannt (wenngleich ein mit Autorschaft G. F. Anderson überliefertes Klavierstück „The Battle of Waterloo“ zuweilen mit ihm in Verbindung gebracht wird). Seine Korrespondenz wird in der British Library aufbewahrt.